# Weinstraße 80 (Deidesheim)
Das Haus Weinstraße 80 in der Kleinstadt Deidesheim (Rheinland-Pfalz) ist ein straßenbildprägendes früheres Wohnhaus, das nach dem Denkmalschutzgesetz des Landes Rheinland-Pfalz als Kulturdenkmal eingestuft ist.

## Lage
Das langgestreckte Gebäude liegt an der Deutschen Weinstraße am südlichen Ortseingang Deidesheims. 

## Geschichte
Das Haus wurde um 1860 erbaut, und es hat zweieinhalb Stockwerke. Das Obergeschoss ist als Beletage ausgebaut, Fenster und Türen sind mit einer Verdachung versehen, die Gebäuden in Mittelitalien nachempfunden wurde. Zur Weinstraße hin weist das Gebäude einen auf Konsolen ruhenden Balkon mit einem eisernen Geländer auf. Das Haus ist traufständig orientiert und trägt ein Satteldach. Es war einst das Wohnhaus eines Weinguts, heute beherbergt es eine Vinothek.